# Adâncata (Ialomița)
Adâncata é uma comuna romena localizada no distrito de Ialomiţa, na região de Muntênia. A comuna possui uma área de 44.82 km² e sua população era de 2849 habitantes segundo o censo de 2007.